# Seznam španělských provincií podle nejvyššího bodu
Toto je seznam španělských provincií podle nejvyššího bodu. Kromě padesáti provincií je do seznamu zahrnuto i autonomní město Ceuta.

## Tabulka
| Pořadí | Provincie              | Nejvyšší bod            | Výška (m) |
| ------ | ---------------------- | ----------------------- | --------- |
| 1      | Santa Cruz de Tenerife | Pico del Teide          | 3715      |
| 2      | Granada                | Mulhacén                | 3479      |
| 3      | Huesca                 | Pico de Aneto           | 3404      |
| 4      | Lleida                 | Pica d'Estats           | 3142      |
| 5      | Girona                 | Puigmal                 | 2910      |
| 6      | León                   | Torrecerredo            | 2648      |
| 6      | Asturie                | Torrecerredo            | 2648      |
| 8      | Kantábrie              | Peña Vieja              | 2614      |
| 9      | Almería                | Chullo                  | 2612      |
| 10     | Barcelona              | Pic de Costa Cabirolera | 2604      |
| 11     | Ávila                  | Pico Almanzor           | 2591      |
| 12     | Palencia               | Peña de Infierno        | 2537      |
| 13     | Salamanca              | Canchal de la Ceja      | 2428      |
| 14     | Madrid                 | Pico de Peñalara        | 2428      |
| 14     | Segovia                | Pico de Peñalara        | 2428      |
| 16     | Navarra                | Mesa de los Tres Reyes  | 2421      |
| 17     | Cáceres                | Torreón del Calvitero   | 2400      |
| 18     | Soria                  | Moncayo                 | 2314      |
| 18     | Zaragoza               | Moncayo                 | 2314      |
| 20     | Guadalajara            | Lobo                    | 2274      |
| 21     | La Rioja               | Cerro San Lorenzo       | 2271      |
| 22     | Jaén                   | Cerro Mágina            | 2165      |
| 23     | Burgos                 | Pico de San Millán      | 2131      |
| 24     | Ourense                | Peña Trevinca           | 2127      |
| 24     | Zamora                 | Peña Trevinca           | 2127      |
| 26     | Albecete               | La Atalaya              | 2083      |
| 27     | Málaga                 | Maroma                  | 2069      |
| 28     | Teruel                 | Peñarroya               | 2028      |
| 29     | Murcie                 | Obispo                  | 2014      |
| 30     | Las Palmas             | Morro de la Agujereada  | 1951      |
| 31     | Lugo                   | Mustallar               | 1935      |
| 32     | Cuenca                 | Mogorrita               | 1864      |
| 33     | Valencia               | Cerro Calderón          | 1837      |
| 34     | Castellón              | Penyagolosa             | 1815      |
| 35     | Cádiz                  | Torreón del Pinar       | 1648      |
| 36     | Córdoba                | La Tiñosa               | 1568      |
| 37     | Alicante               | Aitana                  | 1557      |
| 38     | Gipuzkoa               | Aitzkorri               | 1548      |
| 39     | Álava                  | Gorbeia                 | 1482      |
| 39     | Bizkaia                | Gorbeia                 | 1482      |
| 41     | Toledo                 | Corocho de Rocigalgo    | 1449      |
| 42     | Tarragona              | Mont Caro               | 1442      |
| 43     | Baleáry                | Puig Mayor              | 1436      |
| 44     | Ciudad Real            | Riscos del Amor         | 1344      |
| 45     | Pontevedra             | Faro                    | 1181      |
| 46     | Sevilla                | Terril                  | 1129      |
| 47     | Badajoz                | Cerro de Tentudía       | 1112      |
| 48     | Huelva                 | Cumbre de los Bonales   | 1059      |
| 49     | Valladolid             | Cuchillejo              | 933       |
| 50     | A Coruña               | Pilar                   | 803       |
| 51     | Ceuta                  | Monte Hacho             | 203       |